# طراد ستوريغتشي
فئة ستوريغتشي هي أحدث فئة من كورفيت في البحرية الروسية.وقد صممت من قبل مكتب التصميم البحرية ألماز تم تعيين أول سفينة المشروع 2038.0 (أو 20380) من قبل الحكومة الروسية وقد تم بناء السفن لاحقة لتحسين تصميم.
مشروع 20381. تزن 2200 طن أنها كبيرة لكورفيت واعتبرت بمثابة فرقاطة من قبل حلف شمال الاطلسي.

## التاريخ التطوير
سفن ستوريغتشي هي طرادات متعددة الأغراض، مصممة لتحل محل سفن جريشا. وتستخدم هذه السفن لعمليات المنطقة الساحلية، والتشابك بين غواصات العدو و سفن السطح،ودعم بندقية من عمليات الهبوط. الدفعة الأولى التي يجري بناؤها في حوض بناء السفن Severnaya Verf في سانت بطرسبرغ تتألف من أربع سفن. وقد بدأ خط المبنى الثاني في كومسومولسك. سيتم تسمية السفينة الرائدة لهذه الدفعة الثانية Sovershenniy. أعلنت البحرية الروسية علنا انهم يتوقعون لشراء 30 على الأقل من هذه السفن، لجميع الأساطيل الرئيسية الأربعة.

## المستخدمون
- روسيا - 20 وتخطط لإنتاج 6 أخرى
- الجزائر - 6

## روابط خارجية
- Project 20380 Steregushchy Class Corvettes, Russian Federation (Naval Technology)
- Project 20380/20382/20385 Steregushchy/Tigr class Corvette (Navy recognition)
- Warfare.RU
- All Steregushchy Class Corvettes - Complete Ship List
- Russia’s Answer to NATO: Robotic Cannon and Smart Anti-Torpedo